# Guillaume Kennis
Pour les articles homonymes, voir Kennis.

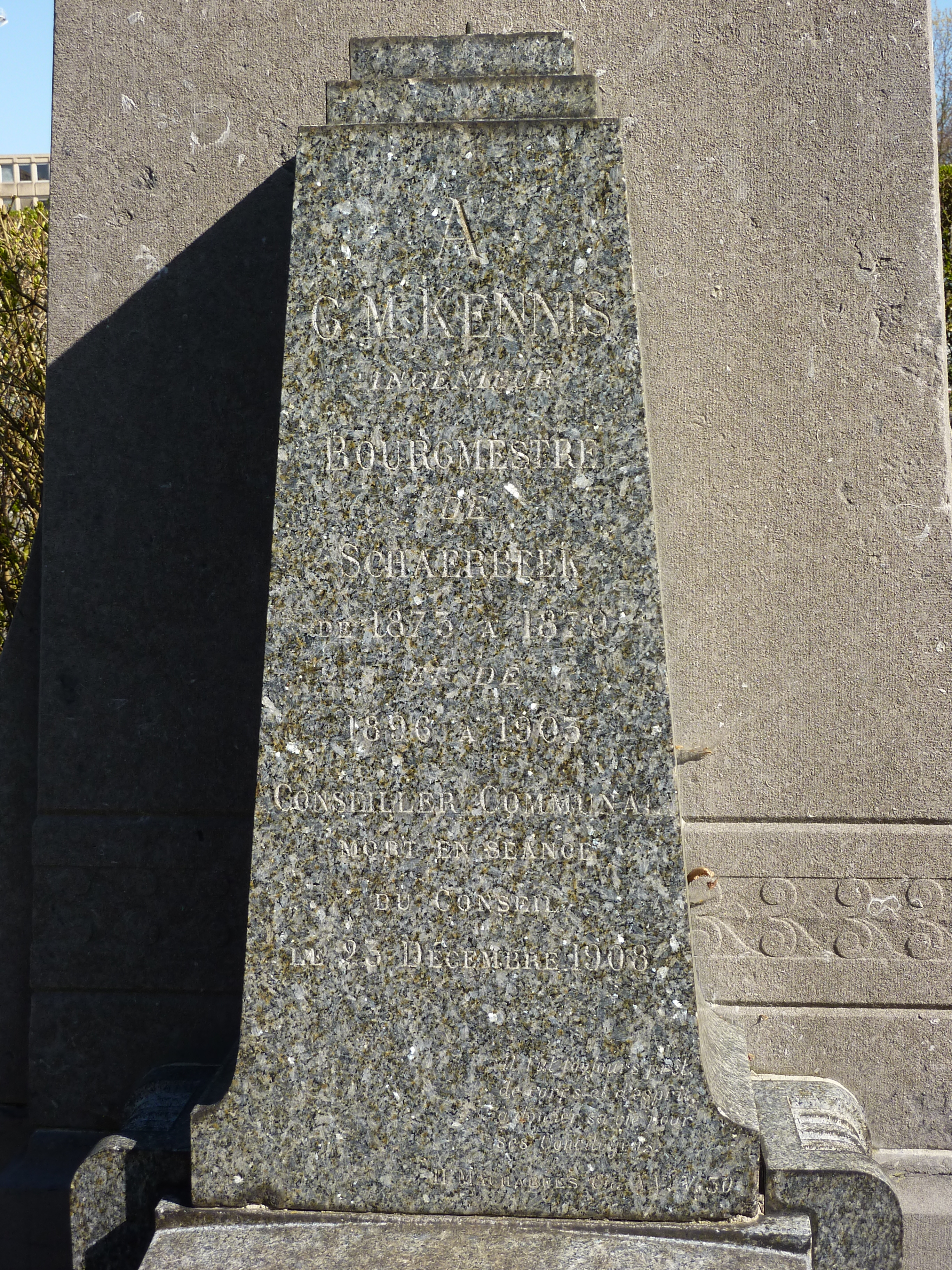
Tombe de Guillaume Kennis au cimetière de Schaerbeek

Guillaume Kennis, né à Louvain le 26 septembre 1839 et décédé à Schaerbeek le 23 décembre 1908, a été bourgmestre de Schaerbeek de 1873 à 1878 et de 1896 à 1903.
La commune de Schaerbeek a donné son nom à une rue.